# Палмсе
Па́лмсе (эст. Palmse) — деревня в волости Хальяла уезда Ляэне-Вирумаа, Эстония. До административной реформы местных самоуправлений Эстонии 2017 года входила в состав волости Вихула (упразднена).

## География и описание
Расположена в cеверной Эстонии, в 7 км от побережья Балтийского моря, в 60 километрах к востоку от Таллина. Расстояние по шоссе от центра Таллина — 80 км. Высота над уровнем моря — 61 метр.
По территории Палмсе протекает река Вызу. На землях деревни расположены озёра Орувески и Муйке.
Климат умеренный. Официальный язык — эстонский. Почтовый индекс — 45435.

## Население
По данным переписи населения 2021 года, в Палмсе насчитывалось 50 жителей, все — эстонцы.
По данным переписи населения 2011 года, число жителей деревни составило 61 человек, также все — эстонцы.
Численность населения деревни Палмсе по данным переписей населения:
| Год  | 1959 | 1970 | 1979 | 1989  | 2000 | 2011 | 2021 |
| ---- | ---- | ---- | ---- | ----- | ---- | ---- | ---- |
| Чел. | 106  | ↘ 91 | ↘ 62 | ↗ 103 | ↘ 66 | ↘ 61 | ↘ 50 |

## История
Впервые упоминается в 1287 году (Palkemas). В XVI веке представлены также такие формы названия, как Palms, Palmesz, Palmes.
В официальных документах 1510 года имеется первое упоминание о мызе Пальмс (Палмсе), но существовала она намного раньше. В 1920-х годах, после земельной реформы, на землях национализированной мызы Пальмс возникло поселение Палмсе, в 1977 году получившее официальный статус деревни.

## Достопримечательности
- Мыза Палмсе — один из самых красивых и детально отреставрированных мызных ансамблей Эстонии[14].